# Oslinka
Oslinka (en rus: Ослинка) és un poble de l'óblast de Kaluga, a Rússia, que en el cens del 2010 tenia 92 habitants, pertany al districte de Jizdra.